# Chirgua
Chirgua est la capitale de la paroisse civile de Simón Bolívar de la municipalité de Bejuma dans l'État de Carabobo au Venezuela.